# Liga de fútbol de Saint Croix
La St. Croix Soccer League es un campeonato regional de fútbol que se juega en Saint Croix, Islas Vírgenes de los Estados Unidos. Los dos mejores equipos del campeonato clasifican para el Campeonato de fútbol de las Islas Vírgenes Estadounidenses.

## Equipos 2025
- Helenites SC
- Prankton United SC
- Rovers SC
- CAPA

## Palmarés
| St. Croix Soccer League |                           |
| 1968-69                 | Hess Oil Company          |
| 1969-75                 | desconocido               |
| 1976                    | Unique FC (Christiansted) |
| 1977-79                 | desconocido               |
| 1979-80                 | Santos (Sion Farm)        |
| 1980-81                 | Black Roots               |
| 1981-97                 | desconocido               |
| 1997-98                 | Helenites (Groveplace)    |
| 1998-99                 | Unique FC (Christiansted) |
| 1999-00                 | Helenites (Groveplace)    |
| 2000-01                 | Helenites (Groveplace)    |
| 2001-02                 | Helenites (Groveplace)    |
| 2002-03                 | Helenites (Groveplace)    |
| 2003-04                 | Helenites (Groveplace)    |
| 2004-05                 | Helenites (Groveplace)    |
| 2005-06                 | Helenites (Groveplace)    |
| 2006-07                 | Helenites (Groveplace)    |
| 2007-08                 | Helenites (Groveplace)    |
| 2008-09                 | Helenites (Groveplace)    |
| 2009-10                 | Unique FC (Christiansted) |
| 2010-11                 | Helenites (Groveplace)    |
| 2011-12                 | Helenites (Groveplace)    |
| 2012-13                 | Rovers SC                 |
| 2013-14                 | Helenites (Groveplace)    |
| 2014-15                 | Helenites (Groveplace)    |
| 2015-16                 | Helenites (Groveplace)    |
| 2016-17                 | Helenites (Groveplace)    |
| 2017-22                 | no disputado              |
| 2022-23                 | Helenites (Groveplace)    |
| 2024                    | Rovers SC                 |

## Títulos por equipo
| Club             | Títulos | Años campeón |
| ---------------- | ------- | --- |
| Helenites        | 18      | 1997-98, 1999-00, 2000-01, 2001-02, 2002-03, 2003-04, 2004-05, 2005-06, 2006-07, 2007-08, 2008-09, 2010-11, 2011-12, 2013-14, 2014-15, 2015-16, 2016-17, 2022-23 |
| Unique FC        | 3       | 1976, 1998-99, 2009-10 |
| Rovers           | 2       | 2012-13, 2024 |
| Hess Oil Company | 1       | 1968-69 |
| Santos           | 1       | 1979-80 |